# Tecmo Bowl
Tecmo Bowl (Japans: テクモボウル; tekumo Bōru) is een sportspel dat is ontwikkeld en uitgegeven door Tecmo. Het spel kwam in 1987 uit als arcadespel. Later volgde ook releases voor andere platforms. Met het spel kan de speler American Football spelen. Het spel bevat 12 teams met echte NFL spelers (stand ca. 1988). Het speelveld wordt met bovenaanzicht getoond en het spel scrolt horizontaal. De graphics van de spelers zijn groot en kleurrijk. De spelstand kan worden opgeslagen door middel van een wachtwoordsysteem. Bij de uitgave voor de Wii Virtual Console zijn de spelernamen vervangen door nummers op de spelers te identificeren.

## Platforms
| Jaar | Platform                     |
| ---- | ---------------------------- |
| 1989 | NES                          |
| 1990 | Famicom                      |
| 1991 | Game Boy                     |
| 2004 | Mobiele telefoon             |
| 2007 | Wii Virtual Console (NES)    |
| 2009 | Wii Virtual Console (Arcade) |
| 2013 | 3DS Virtual Console (NES)    |

## Ontvangst
| Beoordeeld door                     | Jaar | Platform | Score |
| ----------------------------------- | ---- | -------- | ----- |
| Digital Press - Classic Video Games | 2005 | NES      | 90%   |
| The Video Game Critic               | 2004 | NES      | 83%   |
| All Game Guide                      | 1998 | Game Boy | 80%   |
| All Game Guide                      | 1998 | NES      | 80%   |
| Gamervision                         | 2008 | NES      | 70%   |
| Nintendo Life                       | 2007 | Wii      | 70%   |
| Nintendo Power Magazine             | 1991 | Game Boy | 66%   |
| Electronic Gaming Monthly (EGM)     | 1991 | Game Boy | 65%   |
| All Game Guide                      | 1998 | Arcade   | 60%   |
| Random Access                       | 2005 | NES      | 52%   |